# Aloe 'Denise'
Aloe 'Denise' é uma espécie de liliopsida do gênero Aloe, pertencente à família Asphodelaceae.